# ジャスパー・マスケリン
ジャスパー・マスケリン（Jasper Maskelyne, 1902年 - 1973年）はイギリスの奇術師、陸軍軍人。1930年代から1940年代にかけて活躍した。由緒ある奇術師の家系の出身で、父親はネヴィル・マスケリン、祖父はジョン・ネヴィル・マスケリン、どちらも奇術師であり発明家でもあった。また祖先に王室天文官のネヴィル・マスケリンがいる。マスケリンの最もよく知られた業績は第二次世界大戦中にイギリスの軍情報局に協力して行なった大規模な計略、欺瞞、偽装である。

## 第二次大戦における功績
自伝書『Magic: Top Secret』およびデビッド・フィッシャーの『The War Magician』によると軍におけるマスケリンの経歴は以下の通りである。
第二次世界大戦が始まるとマスケリンは自分の技術をカモフラージュに役立てられると考え、イギリス軍の工兵隊に参加した。彼はテムズ川で鏡と模型を使ってドイツ軍艦のイリュージョンを作ってみせ、当初は懐疑的だった士官を納得させた。彼は西アフリカ戦線に配置され、基本的には部隊の中で奇術を通じて慰安活動を行なっていた。
1941年1月、アーチボルド・ウェーヴェル大将は欺瞞と防諜を目的とした部隊「Aフォース」を設立した。ここに任命されたマスケリンは建築家、絵画修復技術者、大工、化学者、電気設計士、電気技師、画家、舞台技師など14名からなるグループを組織した。彼等はマジックギャングという通称で呼ばれた。
マジックギャングは数多くの手品を行なった。彼等は絵の描かれた布と合板を使ってジープを戦車のように見せかけ、キャタピラの痕跡まで偽装する一方、戦車をトラックに見せかけたりもした。彼等は軍隊や軍艦のイリュージョンも作ってみせた。
彼の最大の手品はアレクサンドリアやスエズ運河を隠蔽してドイツ軍の爆撃機の方向を誤らせるものである。彼はアレクサンドリアから3マイル離れた湾に夜明かり、建物、灯台、高射砲隊といったものの模型を作った。またスエズ運河を隠すために回転する円錐状の鏡を用いて、回転する光で幅9マイルに及ぶ光の輪を作った。
1942年、マスケリンは第二次エル･アラメイン会戦に先立つバートラム作戦に参加した。これはドイツ軍のロンメル将軍に連合軍が南から攻撃してくると思わせるためのもので、実際にはイギリス軍のモントゴメリー大将は北からの攻撃を計画していた。北には千台もの戦車がトラックに偽装されていた。南にはマジックギャングによって二千台の戦車の偽物が置かれていた。偽の線路、偽の無線会話、偽の建築音まで偽装された。偽の水用パイプラインも敷設され、攻撃が行なわれるのはずっと後であるように見せかけた。
この作戦ののちマジックギャングは解散し、ウィンストン・チャーチルはマスケリンの成果を褒め称えたが、マスケリン自身が望んだほどには評価されなかった。マスケリンは舞台奇術へ戻ったがさほど成功せず、ケニアに移住して自動車学校を設立した。
ジャスパー・マスケリンは1973年に死んだ。その死に関してガーディアン紙は2002年6月28日の記事で率直にコメントしている。「マスケリンの功績は公式には全く認められなかった。これは虚栄心の強い男にとっては耐え難いことであり、彼はみじめな酔っ払いとして死んだ。彼の経歴は胸躍るものだが、その最期はいくばくかの痛ましさを残している。」

## 疑問
一般的なマスケリンの評価は軍事史家であり奇術師でもあるリチャード・ストークスによって批判的な分析を受けている。オーストラリアの奇術雑誌「Geniis Magic Journal」に1993年から1995年にかけて掲載された21回に及ぶシリーズ記事において、ストークスは多くの時系列的な間違いや実証されていない出来事を指摘し、戦時中のマスケリンの手柄は架空のものが多く、とくにゴーストライターによって書かれた『Magic: Top Secret』からの影響が大きいと結論付けている。
またストークスはマスケリンの血統が2種類存在することを指摘し、奇術師としての血統が天文学者のネヴィル・マスケリンの子孫であるという説に疑問を投げかけている。

## その他
第二次世界大戦以前にジャスパー・マスケリンは「エンシェント・オーダー・オブ・フロス・ブロワーズ」（英語版記事）の「ブラスター」の階級だった。これはフリーメイソンをもじったチャリティー団体で、1926年から1931年にかけて活動していた。マスケリンのロッジは彼自身の劇場で活動した。

## マスケリンの著作
- White Magic （1936年） - マスケリン家の歴史。
- Magic: Top Secret （1949年） - ゴーストライターによる自伝。第二次世界大戦での業績について。